# 14e étape du Tour d'Italie 2010
Pour un article plus général, voir Tour d'Italie 2010.
La 14e étape du Tour d'Italie 2010 s'est déroulée le samedi 22 mai 2010 entre Ferrare et Asolo sur 205 kilomètres. Elle a été remportée par l'Italien Vincenzo Nibali (Liquigas-Doimo), qui s'impose en solitaire avec 23 secondes d'avance sur un groupe de trois coureurs. L'Espagnol David Arroyo (Caisse d'Épargne) prend la tête du classement général.

## Profil de l'étape
La fin de la deuxième semaine de course propose deux étapes de haute montagne, potentiellement décisives. La première est marquée par l'ascension en fin d'étape du Monte Grappa, 18 kilomètres à 8 % de moyenne avec des passages à 14 %. C'est la quatrième fois que ce sommet est utilisé dans l'histoire du Giro (après 1968, 1972 et 1982). L'arrivée est jugée après la descente, à Asolo.

## La course
L’échappée est composée de six coureurs : Filippo Pozzato (Team Katusha), Alessandro Bisolti (Colnago-CSF Inox), William Bonnet (BBox Bouygues Telecom), Markus Eibegger (Footon-Servetto), Damien Monier (Cofidis) et Steve Cummings (Team Sky). L'écart atteint les huit minutes mais va vite descendre sous l'impulsion des Lampre Farnese Vini et des Liquigas-Doimo. Aux contreforts du Monte Grappa, l'écart n’est plus que de trois minutes.
Le groupe d’échappés explose et Bisolti se retrouve seul en tête. Les Liquigas-Doimo emmènent le peloton à un gros rythme : le maillot rose, Richie Porte (Team Saxo Bank), lâche déjà, tout comme Stefano Garzelli (Acqua & Sapone). Au même moment, Bradley Wiggins  (Team Sky) attaque. Il rejoint Steve Cummings qui s’est fait lâcher de l’échappée pour rouler pour son leader. Cummings ne peut plus rouler et Wiggins attaque alors pour tenter de revenir sur Bisolti. Mais l’écart avec le peloton n’augmente presque pas et il se fait reprendre. Robert Kišerlovski (Liquigas-Doimo), Marco Pinotti (Team HTC-Columbia) et Alexander Efimkin (AG2R La Mondiale) sont eux aussi lâchés du peloton qui ne compte plus qu’une quinzaine de coureurs. Richie Porte compte deux minutes de retard, alors que le sommet et encore loin. Bisolti est toujours devant, avec Monier.
Vincenzo Nibali (Liquigas-Doimo) attaque alors. Le groupe explose. Vladimir Karpets (Team Katusha), Damiano Cunego (Lampre Farnese Vini), Bradley Wiggins, Xavier Tondo (Cervélo TestTeam) et David Arroyo (Caisse d'Épargne) lâchent prise. Nibali en remet une couche et ils ne sont plus que quatre devant : lui, Michele Scarponi (équipe cycliste Androni Giocattoli), Ivan Basso (Liquigas-Doimo) et Cadel Evans (BMC Racing). Alexandre Vinokourov (Astana) et Carlos Sastre (Cervélo TestTeam) sont eux aussi distancé. Bisolti est rattrapé. Les quatre coureurs s’entendent bien et roulent ensemble, même si Evans semble un peu plus en difficulté. Sastre et Vinokourov tentent de se rapprocher mais ils ne reviennent pas, pire ils perdent du temps. Basso passe en tête au sommet, sous la pluie qui fait son apparition. Vinokourov et Sastre ont une minute de retard, le groupe Cunego deux et Porte plus de quatre.
Dès les premiers virages de la descente, Carlos Sastre ne peut pas suivre le rythme d'Alexander Vinokourov. Il sera rejoint plus tard par le groupe Arroyo-Cunego. Devant, Vincenzo Nibali, mène le petit groupe à un rythme très élevé, si bien qu’il creuse à 30 kilomètres de l’arrivée un petit écart, qui atteint très vite les 25 secondes. L’écart augmente ainsi progressivement. Derrière, le groupe Cunego pointe à trois minutes, alors que Vinokourov est intercalé entre ces deux groupes. La descente est terminée, il reste 15 kilomètres. Nibali résiste, alors qu'Evans et Scarponi se donnent à fond pour le rattraper. Basso se contente de suivre. Finalement, Nibali remporte l’étape en costaud. Ivan Basso termine second et offre un doublé à l’équipe Liquigas-Doimo. Michele Scarponi est 3e et Cadel Evans 4e. Ils pointent à 23 secondes. Vinokourov arrive en solitaire avec 1 minute 34 secondes de retard. Le groupe Cunego-Arroyo termine avec 2 minutes 25 secondes et le groupe du maillot rose Richie Porte avec 4 minutes 45 secondes.
David Arroyo effectue une bonne opération puisqu’il s’empare du maillot rose de leader. Vincenzo Nibali se replace quant à lui 8e, à 7 minutes.

## Côtes
- Monte Grappa (18,9 km à 7,9 %) : 1re catégorie

## Classement de l'étape

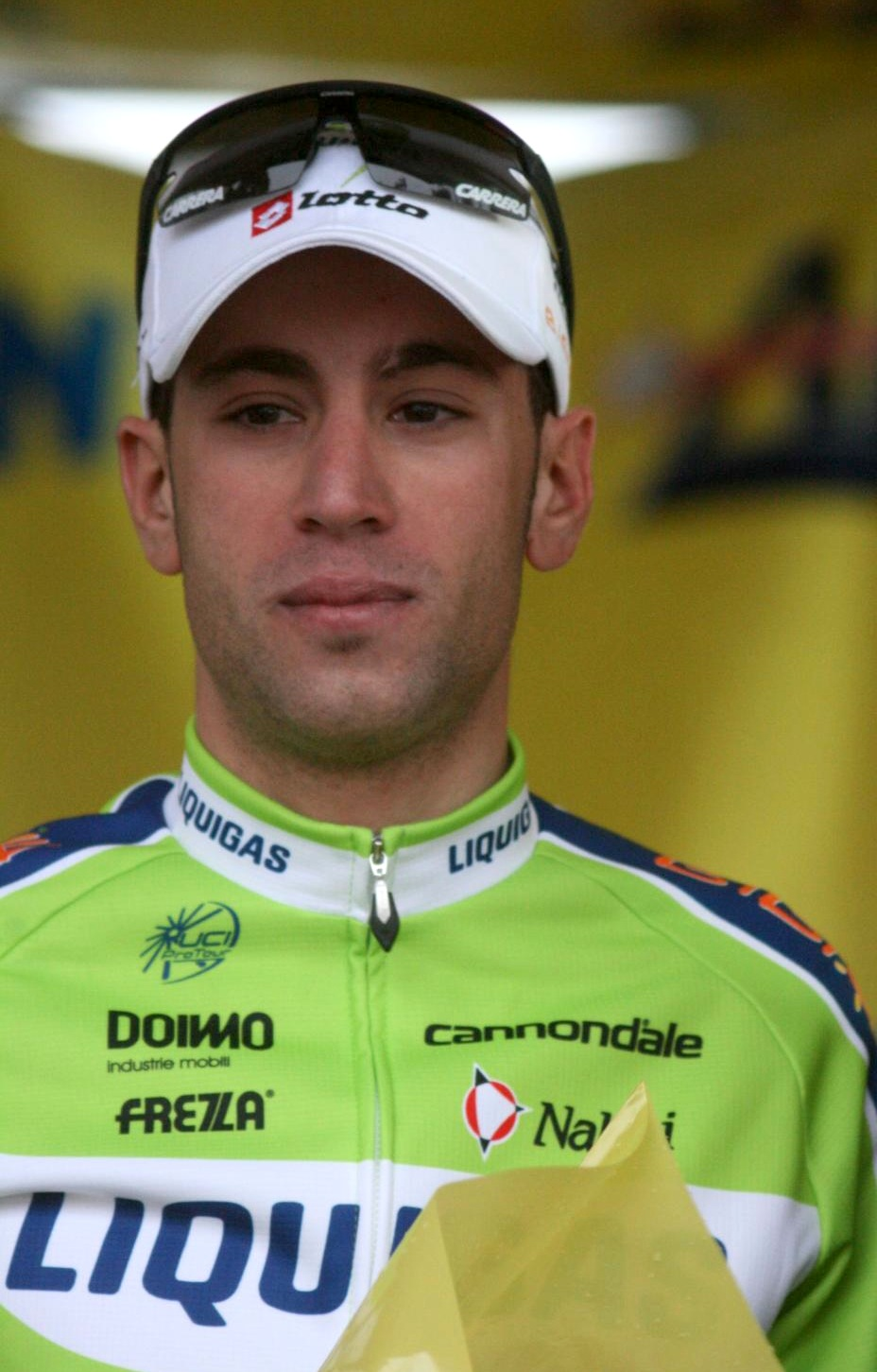
Vincenzo Nibali, le vainqueur de la 14e étape

|    | Coureur              | Pays        | Équipe              |    | Temps           |
| -- | -------------------- | ----------- | ------------------- | -- | --------------- |
| 1  | Vincenzo Nibali      | Italie      | Liquigas-Doimo      | en | 4 h 57 min 51 s |
| 2  | Ivan Basso           | Italie      | Liquigas-Doimo      | +  | 23 s            |
| 3  | Michele Scarponi     | Italie      | Androni Giocattoli  |    | 23 s            |
| 4  | Cadel Evans          | Australie   | BMC Racing          |    | 23 s            |
| 5  | Alexandre Vinokourov | Kazakhstan  | Astana              |    | 1 min 34 s      |
| 6  | Branislau Samoilau   | Biélorussie | Quick Step          |    | 2 min 25 s      |
| 7  | Bauke Mollema        | Pays-Bas    | Rabobank            |    | 2 min 25 s      |
| 8  | Damiano Cunego       | Italie      | Lampre Farnese-Vini |    | 2 min 25 s      |
| 9  | Linus Gerdemann      | Allemagne   | Team Milram         |    | 2 min 25 s      |
| 10 | Marco Pinotti        | Italie      | Team HTC-Columbia   |    | 2 min 25 s      |

## Classement général

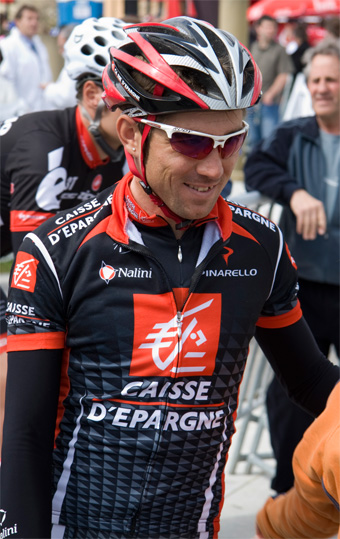
David Arroyo, le nouveau leader de la course

|    | Coureur              | Pays        | Équipe           |    | Temps            |
| -- | -------------------- | ----------- | ---------------- | -- | ---------------- |
| 1  | David Arroyo         | Espagne     | Caisse d'Épargne | en | 61 h 22 min 54 s |
| 2  | Richie Porte         | Australie   | Team Saxo Bank   | +  | 39 s             |
| 3  | Xavier Tondo         | Espagne     | Cervélo TestTeam |    | 2 min 12 s       |
| 4  | Robert Kišerlovski   | Croatie     | Liquigas-Doimo   |    | 2 min 35 s       |
| 5  | Linus Gerdemann      | Allemagne   | Team Milram      |    | 3 min 52 s       |
| 6  | Carlos Sastre        | Espagne     | Cervélo TestTeam |    | 5 min 27 s       |
| 7  | Bradley Wiggins      | Royaume-Uni | Team Sky         |    | 6 min 32 s       |
| 8  | Vincenzo Nibali      | Italie      | Liquigas-Doimo   |    | 6 min 51 s       |
| 9  | Alexandre Vinokourov | Kazakhstan  | Astana           |    | 7 min 15 s       |
| 10 | Cadel Evans          | Australie   | BMC Racing       |    | 7 min 26 s       |

## Abandon
Aucun abandon.